# Bjarte Myrhol
Bjarte Håkon Myrhol  (ur. 29 maja 1982 w Oslo) – norweski piłkarz ręczny, wielokrotny reprezentant kraju, gra na pozycji obrotowego. Obecnie występuje w Bundeslidze, w drużynie Rhein-Neckar Löwen.
W sierpniu 2011 roku przeszedł operację, gdyż lekarze wykryli u niego nowotwór. Został zmuszony do przerwania kariery, zawodnika czeka leczenie chemioterapią.

## Sukcesy
- 2006: mistrzostwo Węgier
- 2008: puchar EHF
- 2009: puchar zdobywców pucharów